# برکه نیشترو
برکه نیشترو مربوط به دوره ساسانیان است و در شهرستان جم، بخش ریز، دهستان تشان، ۴۰۰ متری شمال غربی روستای تل قلعه واقع شده و این اثر در تاریخ ۱۸ شهریور ۱۳۸۷ با شمارهٔ ثبت ۲۳۳۲۲ به‌عنوان یکی از آثار ملی ایران به ثبت رسیده است.